# Euphorbia caeladenia
Euphorbia caeladenia är en törelväxtart som beskrevs av Pierre Edmond Boissier. Euphorbia caeladenia ingår i släktet törlar, och familjen törelväxter. Inga underarter finns listade i Catalogue of Life.